# Genesia
Genesia — Ultimate Domain aux États-Unis — est un jeu vidéo de simulation de monde ou stratégie au tour par tour, développé par Microïds, sorti sur Amiga en 1993 et DOS en 1994.
En 2012, le développeur, Thomas Zighem, a publié une adaptation pour iPad intitulée Genesia : Les 7 joyaux de Neort.  et prépare depuis une version pour PC Windows, Apple et GNU/Linux : Genesia Legacy. Les avancées du jeux sont visibles via sa chaîne Twitch Sir_Thomas_, les internautes peuvent directement interagir avec le développeur. Le jeu est disponible sur Steam en accès anticipé le 9 mai 2017.

## Synopsis
Dans Genesia, le joueur incarne un chef de village qui doit donner des métiers à ses colons pour faire grandir sa population, et ainsi atteindre la victoire.

## Système de jeu
L'aire de jeu se présente sous la forme d'un plateau représentant une région avec des fleuves et des collines et visualisé en perspective isométrique. Trois joueurs (humains ou ordinateurs) disposent d'un unique terrain pour commencer sur les 64 qui composent la carte.
Le jeu s'effectue au tour par tour. À chaque tour correspond une saison, un design et des couleurs adaptées. Chaque joueur possède un laps de temps pour accomplir toutes les actions qu'il souhaite : assigner les colons à une tâche, déplacer les unités militaires, lancer de nouvelles recherches scientifiques, construire de nouveaux équipements dans le village, etc.
Il existe deux moyens d'atteindre la victoire dans Genesia :
- en trouvant tous les joyaux,
- en éliminant les deux joueurs ennemis.

Il existe 8 métiers différents :
- colons : ils ne font rien, mis à part attendre d'avoir un métier ou de devenir militaire.
- fermiers : ils cultivent les champs pour nourrir les autres colons.
- architectes : ils construisent des équipements pour le village ou de nouvelles habitations pour les colons à venir.
- inventeurs : ils effectuent des recherches scientifiques pour améliorer la qualité de vie des colons et pour pouvoir fabriquer de nouvelles armes pour l'armée.
- forgerons : ils fabriquent les équipements imaginés par les inventeurs,
- bûcherons : ils découpent les arbres et les laissent sur le sol,
- menuisiers : ils découpent les troncs en planches utilisables par les architectes,
- spécialistes : ils fabriquent et récoltent du tissu, des perles, des fruits.

Quelques concepts du jeu en vrac :
- construire les bâtiments nécessaires à l'évolution du village,
- extraire le fer et la roche grâce à la foreuse,
- couper les arbres et les découper en planches,
- stocker les matieres premières, la nourriture, les produits des spécialistes,
- rechercher, inventer, des équipements militaires, des vaccins contre les maladies,
- fabriquer les chariots, bateaux, montgolfières,
- vendre les matières dans l'échoppe,
- les colons se reproduisent, naissent, tombent malade, perdent le moral, vieillisent et meurent,
- récolter les taxes,
- former les militaires,
- faire des dons à l'église pour augmenter les chances d'émigration ou de naissance.
- négocier une alliance avec les joueurs adverses,
- laisser les architectes construire les habitations en faisant attention aux saisons. En effet, si les architectes sont vieux, ou s'ils n'ont pas le moral, ils ne construiront pas durant l'hiver,
- payer les habitués des tavernes pour en extraire des informations sur les joyaux,

La difficulté du jeu réside dans la rapidité d'évolution du village que le joueur dirige. Pour faire évoluer le niveau de vie des habitants et augmenter leur espérance de vie, il est nécessaire d'avoir des inventeurs et des forgerons, mais ces derniers ont besoin d'habitations qui doivent être construites par les architectes, qui eux, utilisent des matières premières qu'il faudra extraire grâce aux bûcherons et aux menuisiers mais aussi grâce à la foreuse qui doit être construite.

## Développement
Le jeu a été développé avec AMOS sur Amiga. Le jeu a été porté sur PC par la suite, ainsi que sur iPad.
Équipe
- Game design et programmation : Thomas Zighem
- Graphisme : Thomas Zighem, Antoine Rodelet
- Musique : Thomas Zighem, Jean Alexis Montignies
- Divers : Franck Quero, Laurent Plu, Olivier Grassiano, Philippe Villain, Valerie Perruzza

## Accueil
| Genesia               |      |                         |
| Média                 | Pays | Notes                   |
| Computer Gaming World | US   | 1/5                     |
| Gen4                  | FR   | 89 %                    |
| Joystick              | FR   | 75 %                    |
| Tilt                  | FR   | 90 % (Amiga) 93 % (DOS) |

Genesia a notamment été récompensé par le Tilt d'or du meilleur jeu de stratégie de l’année par le magazine Tilt en 1993.